# Grevillea confertifolia
Grevillea confertifolia är en tvåhjärtbladig växtart som beskrevs av F. Müll.. Grevillea confertifolia ingår i släktet Grevillea och familjen Proteaceae. Inga underarter finns listade i Catalogue of Life.